# USS Hissem (DE-400)
USS Hissem (DE-400/DER-400) là một tàu hộ tống khu trục lớp Edsall từng phục vụ cùng Hải quân Hoa Kỳ trong Chiến tranh Thế giới thứ hai. Nó là chiếc tàu chiến duy nhất của Hải quân Hoa Kỳ được đặt cái tên này, theo tên Thiếu úy Hải quân Joseph Metcalf Hissem (1917-1942), phi công phục vụ cùng Liên đội Ném ngư lôi VT-8 hoạt động trên tàu sân bay USS Hornet, đã tử trận trong Trận Midway vào ngày 4 tháng 6, 1942 và được truy tặng Huân chương Chữ thập Hải quân. Nó đã phục vụ cho đến khi chiến tranh kết thúc, xuất biên chế năm 1946, rồi được xếp lại lớp như một tàu hộ tống khu trục cột mốc radar DER-400 để tiếp tục phục vụ từ năm 1956 đến năm 1970, cũng như từng tham gia các chiến dịch trong cuộc Chiến tranh Việt Nam. Con tàu cuối cùng bị đánh chìm như mục tiêu ngoài khơi California vào năm 1982. Hissem được tặng thưởng một Ngôi sao Chiến trận do thành tích phục vụ trong Thế Chiến II, rồi thêm sáu Ngôi sao Chiến trận khác khi hoạt động tại Việt Nam.

## Thiết kế và chế tạo
Lớp Edsall có thiết kế hầu như tương tự với lớp Cannon dẫn trước; khác biệt chủ yếu là ở hệ thống động lực Kiểu FMR do được trang bị động cơ diesel Fairbanks-Morse dẫn động qua hộp số giảm tốc đến trục chân vịt. Đây là cấu hình động cơ được áp dụng rộng rãi trên tàu ngầm, được chứng tỏ là có độ tin cậy cao hơn so với lớp Cannon.
Vũ khí trang bị bao gồm ba pháo 3 in (76 mm)/50 cal trên tháp pháo nòng đơn có thể đối hạm hoặc phòng không, một khẩu đội pháo phòng không Bofors 40 mm nòng đôi và tám pháo phòng không Oerlikon 20 mm. Vũ khí chống ngầm bao gồm một dàn súng cối chống tàu ngầm Hedgehog Mk. 10 (có 24 nòng và mang theo 144 quả đạn); hai đường ray Mk. 9 và tám máy phóng K3 Mk. 6 để thả mìn sâu. Con tàu vẫn giữ lại ba ống phóng ngư lôi Mark 15 21 inch (533 mm), và được trang bị radar SC dò tìm không trung và mặt biển. Thủy thủ đoàn đầy đủ bao gồm 186 sĩ quan và thủy thủ.
Hissem được đặt lườn tại xưởng tàu của hãng Brown Shipbuilding ở Houston, Texas vào ngày 6 tháng 10, 1943. Nó được hạ thủy vào ngày 26 tháng 12, 1943, được đỡ đầu bởi cô Elizabeth D. Hissem, em gái Thiếu úy Hissem, và nhập biên chế cùng Hải quân Hoa Kỳ vào ngày 13 tháng 1, 1944 dưới quyền chỉ huy của Hạm trưởng, Thiếu tá Hải quân William Whittemore Low.

## Lịch sử hoạt động

### 1944 - 1946
Sau khi hoàn tất việc chạy thử máy huấn luyện tại khu vực Bermuda, Hissem được sửa chữa sau chạy thử máy tại Xưởng hải quân Charleston, Charleston, South Carolina trước khi đi đến New York vào ngày 20 tháng 3, 1944. Khởi hành từ Norfolk, Virginia vào ngày 23 tháng 3, nó tham gia thành phần hộ tống cho Đoàn tàu UGS-37 vượt Đại Tây Dương để đi sang Địa Trung Hải. Chặng đầu tiên của chuyến đi diễn ra an toàn, nhưng ngoài khơi Algiers vào đêm 11-12 tháng 4, họ bị khoảng 35 máy bay ném bom Dornier Do 217 và Junkers Ju 88 của Không quân Đức tấn công. Nhờ hỏa lực phòng không từ các tàu hộ tống và chiến thuật thả màn khói ngụy trang, không có chiếc tàu buôn nào bị đánh trúng, nhưng tàu hộ tống khu trục chị em Holder (DE-401) trúng phải ngư lôi và bị hư hại nặng, phải được kéo về cảng. Hỏa lực phòng không của Hissem đã bắn rơi một máy bay ném bom-ngư lôi và gây hư hại cho một chiếc khác.
Sau đó Hissem tiếp tục nhiệm vụ hộ tống vận tải vượt đại dương xen kẻ với những lượt huấn luyện chống tàu ngầm và phòng không dọc theo vùng bờ Đông Hoa Kỳ. Từ tháng 6, 1944 cho đến khi chiến tranh kết thúc tại Châu Âu, nó đã hoàn tất bảy chuyến hộ tống vận tải khứ hồi vượt Đại Tây Dương. Vào tháng 3, 1945, con tàu tham gia vào việc vận chuyển 300 lính nhảy dù từ quần đảo Azores lên tàu vận chuyển SS Althone Castle rồi hộ tống họ đi đến Liverpool, Anh.
Quay trở về sau chuyến hộ tống vận tải sau cùng vào ngày 28 tháng 5, Hissem được chuẩn bị để điều động sang khu vực Mặt trận Thái Bình Dương. Nó rời New York vào ngày 20 tháng 6 để huấn luyện ôn tập tại vùng biển Caribe, rồi đi đến Trân Châu Cảng vào ngày 26 tháng 7. Con tàu vẫn đang thực hành huấn luyện tại vùng biển Hawaii khi Nhật Bản chấp nhận đầu hàng vào ngày 15 tháng 8, giúp chấm dứt vĩnh viễn cuộc xung đột. Nó lên đường vào ngày 30 tháng 8 để đi đến Eniwetok và Ulithi, rồi tiếp tục hướng sang Nhật Bản, đi đến Tokyo vào ngày 7 tháng 10 để phục vụ cùng lực lượng chiếm đóng. Đi đến Guam vào ngày 29 tháng 10, con tàu làm nhiệm vụ vận chuyển liên lạc, tìm kiếm-giải cứu và quan trắc thời tiết, cho đến khi lên đường vào ngày 9 tháng 1, 1946 để quay trở về Hoa Kỳ.
Về đến San Pedro, California vào ngày 25 tháng 1, Hissem tiếp tục hành trình băng qua kênh đào Panama và về đến Philadelphia, Pennsylvania vào ngày 11 tháng 2. Nó vào xưởng tàu để đại tu nhằm chuẩn bị ngừng hoạt động, rồi được chuyển đến Green Cove Springs, Florida vào ngày 23 tháng 3, rồi được cho xuất biên chế tại đây vào ngày 15 tháng 6, 1946 và được đưa về Hạm đội Dự bị Đại Tây Dương.

### 1956 - 1970
Sau gần mười năm bị bỏ không trong thành phần dự bị, Hissem dự định sẽ được cải biến thành một tàu hộ tống khu trục cột mốc radar. Nó được kéo đến Xưởng hải quân Boston ở Boston, Massachusetts để được đại tu và hiện đại hóa, bao gồm những dàn radar và thiết bị điện tử tiên tiến nhất. Nó được xếp lại lớp và mang ký hiệu lườn mới DER-393 vào ngày 21 tháng 10, 1955, rồi được tái biên chế trở lại tại Boston vào ngày 31 tháng 8, 1956.
Sau khi hoàn tất việc chạy thử máy huấn luyện, Hissem gia nhập hàng rào Đại Tây Dương và phục vụ như tàu cột mốc radar tại Đường cảnh báo sớm từ xa - (DEW: Distant Early Warning) Line - dọc theo vùng bờ Đông nhằm cảnh báo sớm khả năng bị máy bay ném bom chiến lược hay tên lửa đạn đạo đối phương tấn công. Đặt cảng nhà tại Boston và sau đó chuyển đến Newport, Rhode Island, nó hoạt động tuần tra cảnh báo trên một hàng rào kéo dài từ Newfoundland cho đến quần đảo Azores. Vào các năm 1959 và 1962, nó thực hiện các chuyến viếng thăm đến các cảng Châu Âu và Địa Trung Hải, và vào tháng 10, 1962 con tàu từng tham gia lực lượng hải quân phong tỏa Cuba trong vụ Khủng hoảng tên lửa Cuba.
Sang năm 1963, Hissem đã hai lượt đảm nhiệm tàu chỉ huy cho chiến dịch tìm kiếm tàu ngầm USS Thresher (SSN-593) bị mất tích, từ ngày 16 đến ngày 21 tháng 4, và trong các ngày 27 và 28 tháng 6. Xen kẻ giữa thời gian này, nó phục vụ như tàu huấn luyện cho Trường Sonar Hạm đội tại Key West, Florida. Đến ngày 12 tháng 8, 1963, nó lên đường đi sang New Zealand để tham gia Chiến dịch Deepfreeze, một hoạt động hỗ trợ cho việc nghiên cứu khoa học tại châu Nam Cực, kéo dài cho đến ngày 28 tháng 2, 1964. Nó thực hiện các chuyến đi quan trắc thời tiết và hỗ trợ dẫn đường điện tử cho các chuyến bay vận chuyển nhân sự và thiết bị giữa Christchurch, New Zealand và Trạm McMurdo, Nam Cực.

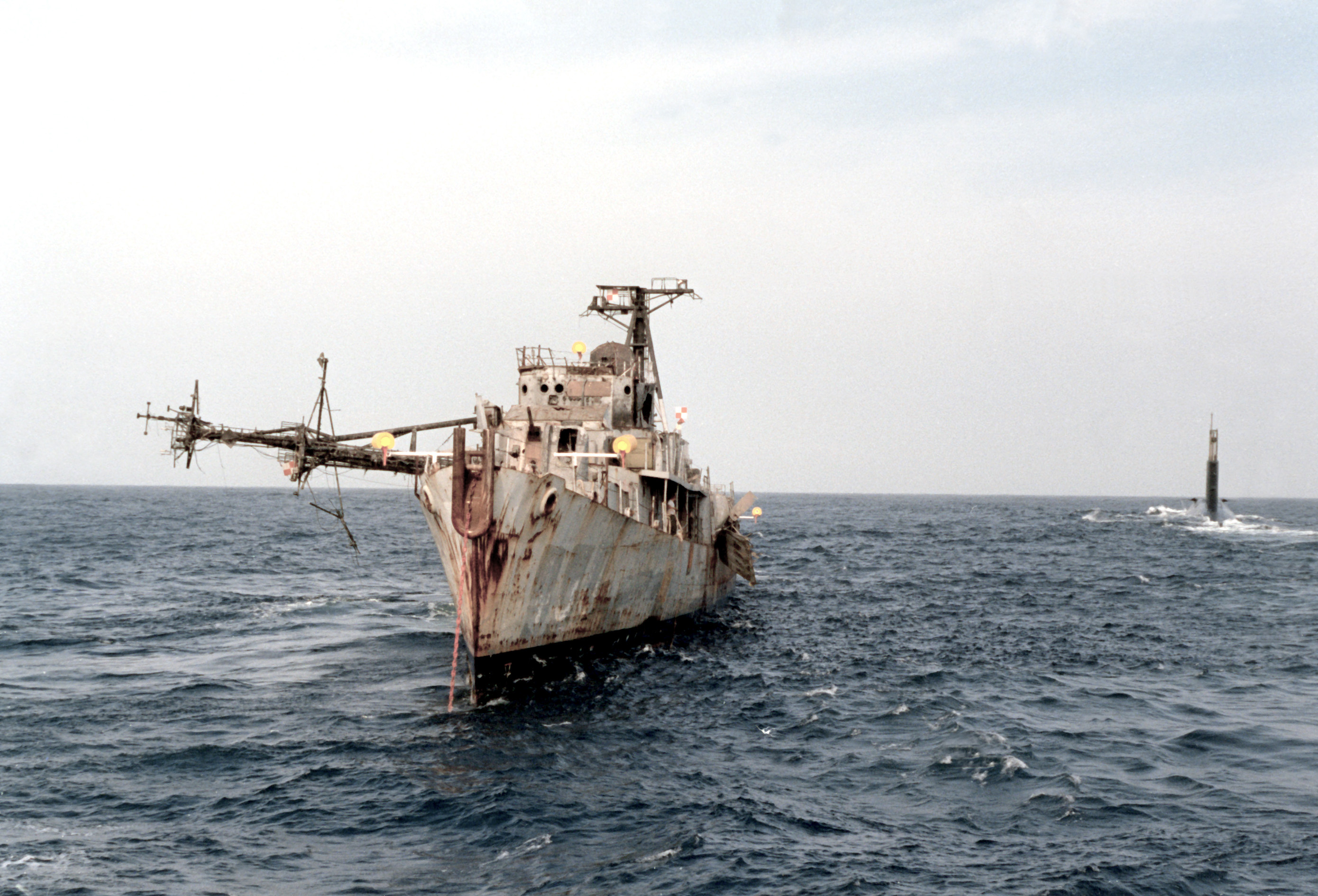
Hissem như một tàu mục tiêu vào năm 1981; tàu ngầm Anh đang ở phía bên phải

Quay trở về qua ngã Địa Trung Hải, Hissem về đến vùng bờ Đông vào ngày 15 tháng 5, 1964. Sang năm 1965 con tàu được phái sang phụ vụ cùng Hạm đội Thái Bình Dương, và sau năm tháng huấn luyện tại Trân Châu Cảng, nó khởi hành vào ngày 2 tháng 9 để đi sang Việt Nam. Từ tháng 1 đến tháng 3, 1966, trong thành phần Lực lượng Đặc nhiệm 115, nó tham gia Chiến dịch Market Time tại vịnh Bắc Bộ, một hoạt động tuần tra nhằm ngăn chặn và tiêu diệt tàu thuyền của phía Bắc Việt Nam vận chuyển vũ khí và đạn dược xâm nhập vào Nam Việt Nam. Nó lên đường vào ngày 8 tháng 3 để quay trở về Trân Châu Cảng, trải qua một đợt sửa chữa và huấn luyện, rồi rời vùng biển Hawaii vào ngày 2 tháng 9 để quay trở lại Viễn Đông. Đi đến vịnh Subic, Philippines vào ngày 23 tháng 9, nó tiếp tục hoạt động tại vùng biển Đông Nam Á này cho đến năm 1967. Hissem còn có một lượt phục vụ khác tại Việt Nam kéo dài cho đến tháng 10, 1968.
Hissem được cho xuất biên chế vào ngày 15 tháng 5, 1970. Con tàu được cho rút tên khỏi danh sách Đăng bạ Hải quân vào ngày 1 tháng 6, 1975, và cuối cùng bị đánh chìm như một mục tiêu ngoài khơi California vào ngày 24 tháng 2, 1982.

## Phần thưởng
Hissem được tặng thưởng một Ngôi sao Chiến trận do thành tích phục vụ trong Thế Chiến II, và sau đó còn được tặng thêm sáu Ngôi sao Chiến trận khác khi hoạt động trong cuộc Chiến tranh Việt Nam.
|                           |                           |  |
| Bronze star               |                           |  |
|                           |                           |  |
| Silver star · Bronze star | Bronze star · Bronze star |  |

| Huân chương Viễn chinh Hải quân                                              | Huân chương Chiến dịch Hoa Kỳ                                               | Huân chương Chiến dịch Châu Á-Thái Bình Dương       |
| Huân chương Chiến dịch Châu Âu-Châu Phi-Trung Đông với 1 Ngôi sao Chiến trận | Huân chương Chiến thắng Thế Chiến II                                        | Huân chương Phục vụ Chiếm đóng Hải quân             |
| Huân chương Phục vụ Phòng vệ Quốc gia                                        | Huân chương Phục vụ Nam Cực                                                 | Huân chương Viễn chinh Lực lượng Vũ trang           |
| Huân chương Phục vụ Việt Nam với 6 Ngôi sao Chiến trận                       | Huân chương Anh Dũng Bội Tinh (Việt Nam Cộng Hòa) với 2 Ngôi sao Chiến trận | Huân chương Chiến dịch Bội Tinh (Việt Nam Cộng Hòa) |